# Abschnittsbefestigung Streifenöd

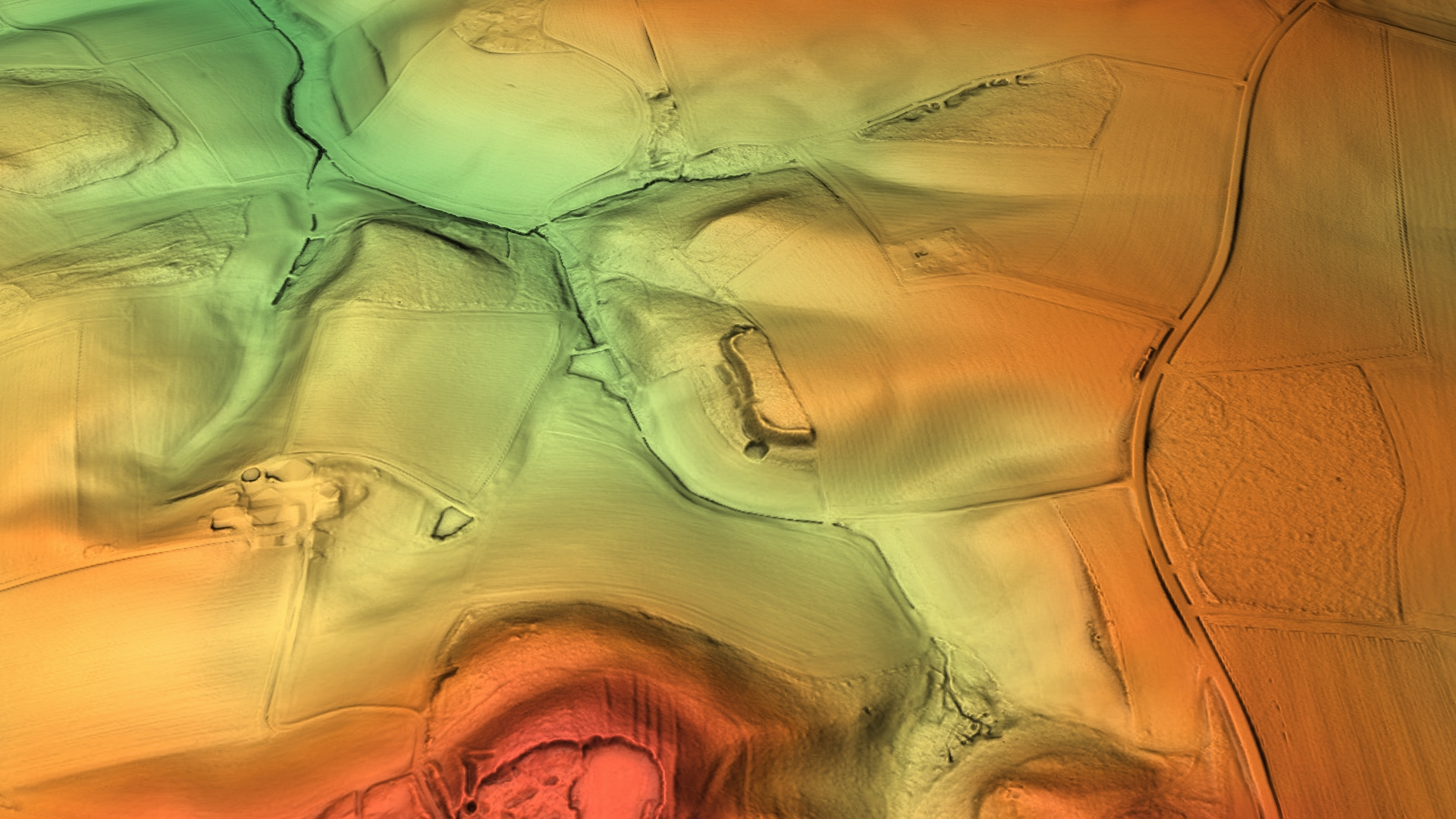
3D-Ansicht des digitalen Geländemodells

Die Abschnittsbefestigung Streifenöd befindet sich am Hirschberg, 170 m südwestlich von Streifenöd, einem Ortsteil der niederbayerischen Stadt Vilsbiburg im Landkreis Landshut. Die Anlage wird als Bodendenkmal unter der Aktennummer D-2-7540-0075 im Bayernatlas als „frühmittelalterliche Wallanlage“ geführt.

## Beschreibung
Auf einer bewaldeten Talhangkante eines Nebentales zur Großen Vils erstreckt sich die Westfront der Abschnittsbefestigung. Die Höhenburganlage ist etwa 100 × 100 m groß. Nord-, Süd- und Ostfront sind um 1890 vollständig eingeebnet worden. Der mittlere, leicht nach innen geschwungene Randwall im Westen fällt nach außen um 5 m zu einem vorgelagerten Wallriegel ab. Dessen mäßige Innenböschung setzt sich um die Nordwestecke bis zum Waldrand fort. Dem von außen her 3 m hohen Wallriegel ist ein schwach ausgeprägter Graben vorgelagert. Dieser setzt sich nach Süden um die geschwungene Südwestecke des hier deutlicher ausgeprägten Innenwalls fort.